# Paul Kloss
Paul Kloss (* 25. Februar 1848 in Zeitz; gest. 22. März 1918 in Berlin) war ein sächsischer Oberst, Jurist, Redakteur und bekannter Briefmarkensammler.

## Leben
Kloss war Sohn des Direktors der Dresdner Turnlehrer-Bildungsanstalt, Moritz Kloss. Er besuchte die Dresdner Kreuzschule und studierte dann Rechtswissenschaften an der Universität Leipzig. Er trat nachfolgend 1867 als Einjährig-Freiwilliger in das Grenadier-Regiment „Kaiser Wilhelm, König von Preußen“ (2. Königlich Sächsisches) Nr. 101 der königlich-sächsische Armee ein. 1868 wurde er zum Leutnant befördert und wurde in die Reserve versetzt. Er nahm als Teil des Landwehr-Reserve-Bataillons Nr. 108 am Krieg gegen Frankreich teil. Nach Kriegsende schied er als Premierleutnant (Patent 1875) aus der Armee aus und bestand er die erste juristische Staatsprüfung und arbeitete später im Gerichtsdienst von Dresden, Freiberg und Hainichen. Kloss trat aber trotzdem in den folgenden Jahren wieder in sein altes Regiment der sächsischen Armee ein und wurde so in das 10. Königlich Sächsisches Infanterie-Regiment Nr. 134 versetzt. Er wurde so 1882 Hauptmann und am 22. April 1892 zum Major befördert. Dabei diente er 1895 als Bataillonskommandeur des III. Bataillons des Infanterie-Regiment „König Georg“ (7. Königlich Sächsisches) Nr. 106. Er wurde in dieser Eigenschaft 1896 als Oberstleutnant zur Disposition gestellt.
Er betätigte sich schon während seiner Militärzeit als Briefmarkensammler und wurde Ehrenpräsident sowie Vorsitzender des Dresdner Internationalen Philatelisten-Verein. Der Verein hatte unter seinem Vorsitz nicht nur in Deutschland Sektionen, sondern auch in New York, der Niederlande, Kopenhagen, St. Petersburg und Odessa. In dieser Eigenschaft fungierte er auch als Redakteur des Vereinsblatt Der Philatelist. Nachfolgend wurde er auch Redakteur der Berliner Briefmarken-Zeitung. Auch als Jury-Mitglied bei Briefmarken-Ausstellungen betätigte er sich, so z. B. bei einer Berliner Ausstellung als einziges Deutsches Jury-Mitglied unter einer gänzlich britischen Majorität. Britische Jury-Mitglieder waren unter anderem Edward B. Evans, F. H. Napier, Emilio Diena und Edward Denny Bacon.
Nach Ausbruch des Ersten Weltkrieges wurde er auf eigenen Wunsch reaktiviert und zum Bataillonsführer im Landwehr-Infanterie-Regiment Nr. 101 ernannt. Der Brigade Graf von Pfeil unterstellt, konnte er sich mit seinem Bataillon an der Ostfront deutlich auszeichnen und so das polnische Dorf Glinki erobern, wobei er 8 russische Offiziere (darunter ein Regimentskommandeur) und 439 Soldaten gefangen nehmen konnte. Er wurde dafür am 8. April 1915 mit dem Ritterkreuz des Militär-St.-Heinrichs-Ordens ausgezeichnet. Des Weiteren wurde er mit dem Eisernen Kreuz I. Klasse und dem Offizierskreuz des Albrechtsordens ausgezeichnet. Nach einer Verwundung durch einen Schrapnellschuss kehrte er nach Wiedergenesung als Kommandeur und Oberst eines Landwehr-Infanterie-Regiments an die Front zurück.

## Werke
- Geschichte der Postwertzeichen des Königreichs Sachsen. 1882